# Palazzo Elisii
Palazzo Elisii è un edificio storico situato a Guardiagrele, in provincia di Chieti, che si affaccia lungo via Tripio.
Il prospetto principale del palazzo è in pietrame misto e laterizi, caratterizzato da grandi finestre con cornici barocche su mensole lungo tutto il piano nobile e da un portale bugnato. Oltre l'ingresso, tramite un corridoio con volta a botte, si giunge ad un cortile nel quale si apre un secondo portale. Quest'ultimo reca sul concio di chiave uno stemma riconducibile alla famiglia dei baroni Elisii che ancora abitano il palazzo.